# Diosaccus spinatus
Diosaccus spinatus is een eenoogkreeftjessoort uit de familie van de Miraciidae. De wetenschappelijke naam van de soort is voor het eerst geldig gepubliceerd in 1929 door Campbell.